# 幅口絵里香
幅口 絵里香（はばぐち えりか、女性、1981年9月7日 - ）は、日本のビーチバレー選手。株式会社オーイング所属
。

## 来歴
福井県大野市出身。仁愛女子高等学校、トライデントスポーツ健康科学専門学校卒業。
2014年6月には、第17回アジア競技大会ビーチバレー競技の日本代表決定戦に村上めぐみとペアを組んで出場し、決勝で松村美由紀/松山紘子を破って本大会出場を果たした。
2017年第72回国民体育大会（愛顔つなぐえひめ国体）で村上めぐみとペアを組み優勝した。